# ТОП500

Стрімке зростання швидкодії суперкомп'ютерів (дані сайту top500.org). На осі У в логарифмічній шкалі позначено швидкодію у гігафлопсах.
Сукупна швидкодія машин зі списку ТОП500
Найшвидший суперкомп'ютер
Суперкомп'ютер на останньому місці

Проєкт TOP500 веде рейтинг та оцінює обчислювальну потужність 500 найпотужніших (не розподілених) відомих суперкомп'ютерних систем. Проєкт започатковано у 1993 році і оновлює список суперкомп'ютерів двічі на рік. Перше оновлення збігається в часі з міжнародною конференцією з суперкомп'ютерів яку проводять у липні, друге оприлюднюють у листопаді під час конференції ACM/IEEE з суперкомп'ютерів.
Укладачі рейтингу прагнуть створити надійне джерело даних для відслідковування тенденції у галузі високопродуктивних обчислень та базують заміри на HPL — системно-переносній реалізації бенчмарку LINPACK benchmarks, написаному на Фортрані для комп'ютерів з розподіленою пам'яттю.
Список ТОП500 укладають Ганс Меєр з німецького Мангаймського університету, Джек Донгарра з університету Теннессі, Ерік Штромаєр та Хорст Сімон з «Національної лабораторії NERSC/Lawrence Berkeley».

## Тенденції
Станом на 2002 рік у переліку ТОП500 не було жодного суперкомп'ютера з Китаю. Проте вже з червня 2013 року і до червня 2018 року на чолі ТОП500 стояли суперкомп'ютери з Китаю. Крім того, у списку за червень 2018 року знаходилось 206 китайських суперкомп'ютерів, в той час як США мали 124 машини в цьому переліку.
Стрімкий ріст кількості та потужності суперкомп'ютерів у Китаї можна пояснити державною стратегією зі здобуття першості у високих технологіях майбутнього.
Завдяки появі нового лідера, суперкомпю'ютера Summit, сукупна потужність всіх суперкомп'ютерів включених у 51-й перелік ТОП500 у червні 2018 року сягнула позначки 1,2 ексафлопс.

## Рейтинги
| Положення | Rmax Rpeak (PFLOPS) | Назва             | Модель               | Процесор                                                                                                   | Мережа                            | Виробник | Місце знаходження країна, рік                         | Операційна система |
| --------- | ------------------- | ----------------- | -------------------- | --- | --------------------------------- | -------- | ----------------------------------------------------- | ------------------ |
| 1 ▲       | 415.530 513.855     | Fugaku            | Supercomputer Fugaku | A64FX | Tofu interconnect D               | Fujitsu  | RIKEN Center for Computational Science Японія, 2020   | Linux (RHEL)       |
| 2 ▼       | 148.600 200.795     | Summit            | Power System AC922   | POWER9, Tesla V100                                                                                         | InfiniBand EDR                    | IBM      | Oak Ridge National Laboratory США, 2018               | Linux (RHEL)       |
| 3▼        | 94.640 125.712      | Sierra            | Power System S922LC  | POWER9, Tesla V100                                                                                         | InfiniBand EDR                    | IBM      | Lawrence Livermore National Laboratory США, 2018      | Linux (RHEL)       |
| 4▼        | 93.015 125.436      | Sunway TaihuLight | Sunway MPP           | SW26010 | Sunway                            | NRCPC    | National Supercomputing Center in Wuxi КНР, 2016      | Linux (Raise)      |
| 5▼        | 61.445 100.679      | Tianhe-2A         | TH-IVB-FEP           | Xeon E5-2692 v2, Matrix-2000                                                                               | TH Express-2                      | NUDT     | National Supercomputing Center in Guangzhou КНР, 2013 | Linux (Kylin)      |
| 6▲        | 35,450 51,721       | HPC5              | Dell                 | Xeon Gold 6252, Tesla V100                                                                                 | Mellanox HDR Infiniband           | Dell EMC | Eni Італія, 2020                                      | Linux (CentOS)     |
| 7▲        | 27,580 34,569       | Selene            | Nvidia               | Epyc 7742, Ampere A100                                                                                     | Mellanox HDR Infiniband           | Nvidia   | Nvidia США, 2020                                      | Linux (Ubuntu)     |
| 8▼        | 23.516 38.746       | Frontera          | Dell C6420           | Xeon Platinum 8280 (Підсистеми з процесорами POWER9 та Nvidia GPU були додані після офіційного тестування) | InfiniBand HDR                    | Dell EMC | Texas Advanced Computing Center США, 2019             | Linux (CentOS)     |
| 9▲        | 21,640 29,354       | Marconi-100       | Power System AC922   | POWER9, Volta V100                                                                                         | Dual-rail Mellanox EDR Infiniband | IBM      | CINECA Італія, 2020                                   | Linux (RHEL)       |
| 10▼       | 21.230 27.154       | Piz Daint         | Cray XC50            | Xeon E5-2690 v3, Tesla P100                                                                                | Aries                             | Cray     | Swiss National Supercomputing Centre Швейцарія, 2016  | Linux (CLE)        |

### Опис
- Положення — місце в рейтингу.
- Rmax — найвищий результат, отриманий при використанні системи тестів LINPACK benchmarks (реалізація HPL) (це число використовується для порівняння швидкодії комп'ютерів, вимірюється в PETAFLOPS).
- Rpeak — теоретична пікова продуктивність системи. Вимірюється в PETAFLOPS.
- Назва — деякі суперкомп'ютери унікальні, принаймні там, де вони стоять.
- Модель — комп'ютерна платформа (торгова марка).
- Число процесорних ядер — число ядер, залучений під час проходження тесту LINPACK benchmarks (після цієї цифри вказано назву процесорів та, якщо з'єднання між процесорними вузлами становить інтерес, це також зазначено).
- Виробник — виробник платформи або обладнання.
- Місце знаходження — назва організації, що використовує суперкомп'ютер.
- Країна — країна перебування суперкомп'ютера.
- Рік — рік, в якому суперкомп'ютер введено в дію (з того часу він міг бути поліпшений).

## Рейтинг країн
| Країна            | Кількість |
| ----------------- | --------- |
| Китай             | 206       |
| США               | 124       |
| Японія            | 36        |
| Велика Британія   | 22        |
| ФРН               | 21        |
| Франція           | 18        |
| Нідерланди        | 9         |
| Південна Корея    | 7         |
| Ірландія          | 7         |
| Канада            | 6         |
| Австралія         | 5         |
| Індія             | 5         |
| Італія            | 5         |
| Польща            | 4         |
| Росія             | 4         |
| Саудівська Аравія | 4         |
| Швейцарія         | 3         |
| Швеція            | 3         |
| Сингапур          | 2         |
| Іспанія           | 2         |
| ПАР               | 1         |
| Тайвань           | 1         |
| Норвегія          | 1         |
| Бразилія          | 1         |
| Нова Зеландія     | 1         |
| Фінляндія         | 1         |
| Чехія             | 1         |

## Системи, що посідали І місце з 1993 р.
- Fugaku ( Японія, червень 2020 — дотепер)[11]
- Summit ( США, червень 2018 — червень 2020)[12]
- Sunway TaihuLight ( КНР, червень 2016 — червень 2018) [13] [14]
- Inspur Тяньхе-2 ( КНР, червень 2013 — червень 2016)[15]
- Cray Titan ( США, листопад 2012 — червень 2013)
- IBM Sequoia Blue Gene/Q ( США, липень 2012 — листопад 2012)
- Fujitsu K computer ( Японія, липень 2011 — липень 2012)
- NUDT Tianhe-1A ( КНР, листопад 2010 — липень 2011)
- Cray Jaguar ( США, листопад 2009 — листопад 2010)
- IBM Roadrunner ( США, липень 2008 — листопад 2009)
- IBM Blue Gene/L ( США, листопад 2004 — липень 2008)
- NEC Earth Simulator ( Японія, липень 2002 — листопад 2004)
- IBM ASCI White ( США, листопад 2000 — липень 2002)
- Intel ASCI Red ( США, липень 1997 — листопад 2000)
- Hitachi CP-PACS ( Японія, листопад 1996 — липень 1997)
- Hitachi SR2201 ( Японія, липень 1996 — November 1996)
- Fujitsu Numerical Wind Tunnel ( Японія, листопад 1994 — липень 1996)
- Intel Paragon XP/S140 ( США, липень 1994 — листопад 1994)
- Fujitsu Numerical Wind Tunnel ( Японія, листопад 1993 — липень 1994)
- TMC CM-5 ( США, липень 1993 — листопад 1993)